# Best of (album Doroty Miśkiewicz)
Best of – kompilacja nagrań polskiej wokalistki jazzowej Doroty Miśkiewicz, wydana 3 czerwca 2016 przez wytwórnię muzyczną Sony Music Entertainment Poland. Do jego promocji wybrano utwór „Bezbłędny”.

## Lista utworów
1. „Bezbłędny”
2. „Pod rzęsami” - D. Miśkiewicz & Grzegorz Turnau
3. „Um Pincelada” - Cesária Évora & D. Miśkiewicz
4. „Nucę, gwiżdżę sobie”
5. „Poza czasem”
6. „Dwoje różnych” - D. Miśkiewicz & Grzegorz Markowski
7. „Budzić się i zasypiać (z tobą)”
8. „Nieuniknione”
9. „W komórce” - D. Miśkiewicz & Wojciech Waglewski
10. „So gia (Sodade)” - D. Miśkiewicz & Stefano Bollani
11. „Samba z kalendarza”
12. „Lubię być szczęśliwa” - Jerzy Wasowski & D. Miśkiewicz
13. „Anna Joanna (Jovano Jovanke)” live - Yugopolis & D. Miśkiewicz